# Leandro Aguirreche Picabea
Leandro Aguirreche Picabea (Irun, 5 de novembre de 1890 - Irun, 26 de maig de 1980) fou un futbolista basc de la dècada de 1910.

## Trajectòria
Començà a jugar a l'Irún Sporting Club i el 1909 es traslladà a Barcelona, ciutat on desenvolupà la major part de la seva carrera esportiva. Jugà a l'Universitary SC entre 1909 i 1916. L'any 1910 jugà un partit amistós amb el RCD Espanyol i amb el FC Barcelona jugà la final de la Copa dels Pirineus. Jugà diversos partits amb la selecció catalana, entre ells la històrica victòria contra França el dia 1 de desembre de 1912.
També exercí d'àrbitre.

## Palmarès
- Copa dels Pirineus:
  - 1910